# Rafa Martínez
Rafael Martínez Aguilera (Santpedor, 3 de março de 1982) é um basquetebolista profissional espanhol que atualmente defende o Bàsquet Manresa. O atleta que possui 1,90m de altura e pesa 90kg  atua na posição Armador.

## Ligações Externas
- Página de Rafa Martínez no Sítio da Liga ACB